# Fado
Il fado è un genere di musica popolare portoghese, tipico soprattutto delle città di Lisbona e Coimbra. Dal 2011 è riconosciuto dall’UNESCO come patrimonio intangibile dell’umanità.
Tecnicamente viene eseguito da una formazione musicale composta dalla voce (fadista) che dialoga con la chitarra portoghese (guitarra portuguesa, a 12 corde), accompagnati dalla chitarra ritmica (viola), a cui possono essere aggiunti un basso portoghese (baixo) e una seconda chitarra portoghese.
Il nome deriva dal latino fatum (destino) in quanto essa si ispira al tipico sentimento portoghese della saudade e racconta temi di emigrazione, di lontananza, di separazione, dolore, sofferenza.

## Le origini
Come tutte le musiche popolari essa ha trovato il suo inizio nei luoghi al confine della malavita e della piccola delinquenza urbana, analogamente a quanto è accaduto per il samba e il tango.

## Il fado a Lisbona
Va fatta una distinzione preliminare fra le tradizioni di Lisbona e di Coimbra: il fado di Coimbra, di estrazione colta essendo praticato solo dagli studenti universitari, ha caratteristiche compositive ed interpretative sue proprie e generalmente è suonato nei toni di maggiore. Quello di Lisbona, nato nell'ambiente popolare della piccola malavita urbana è il vero fado popolare, e qui di seguito ci riferiremo prevalentemente ad esso.

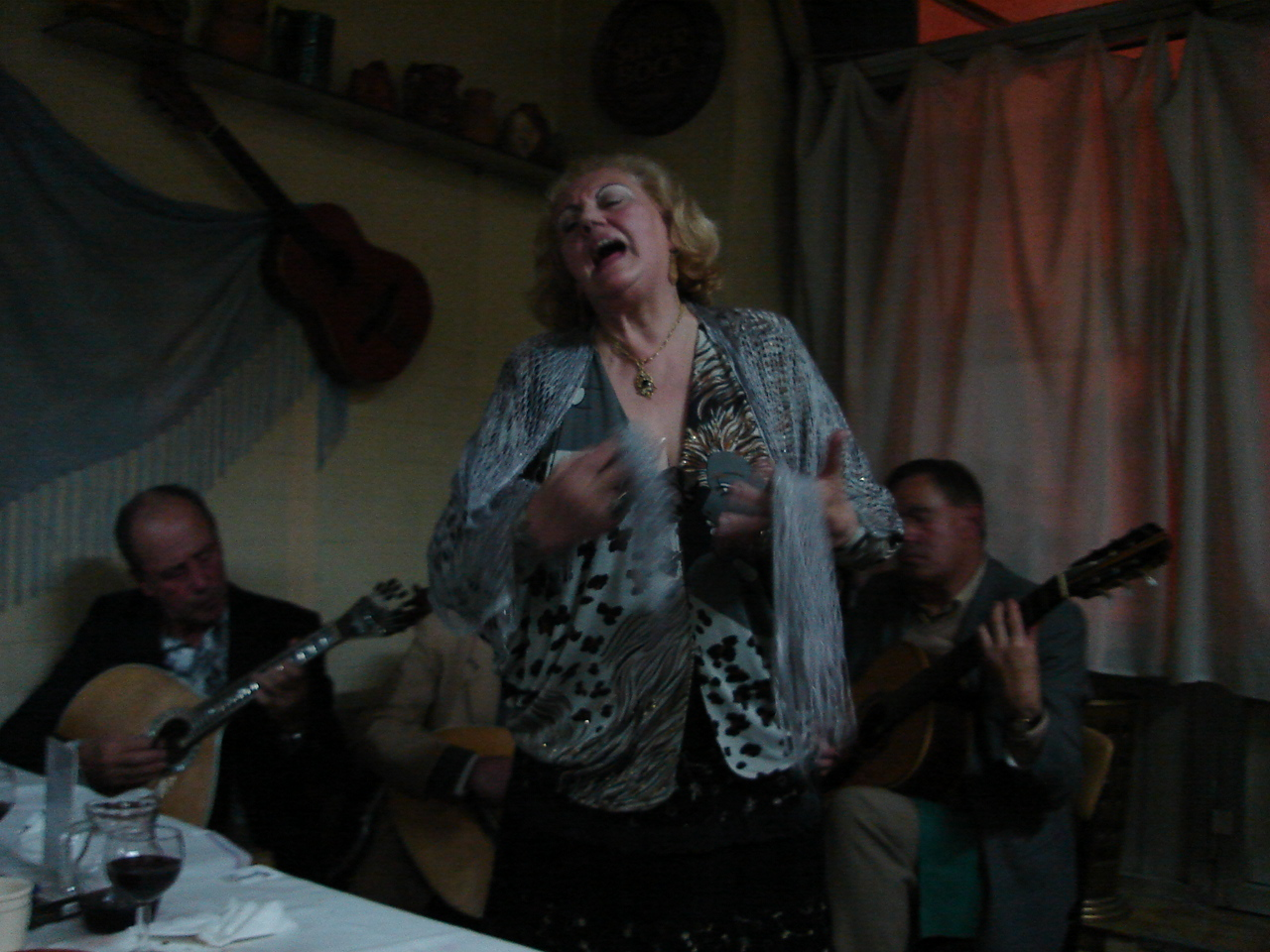
Una fadista

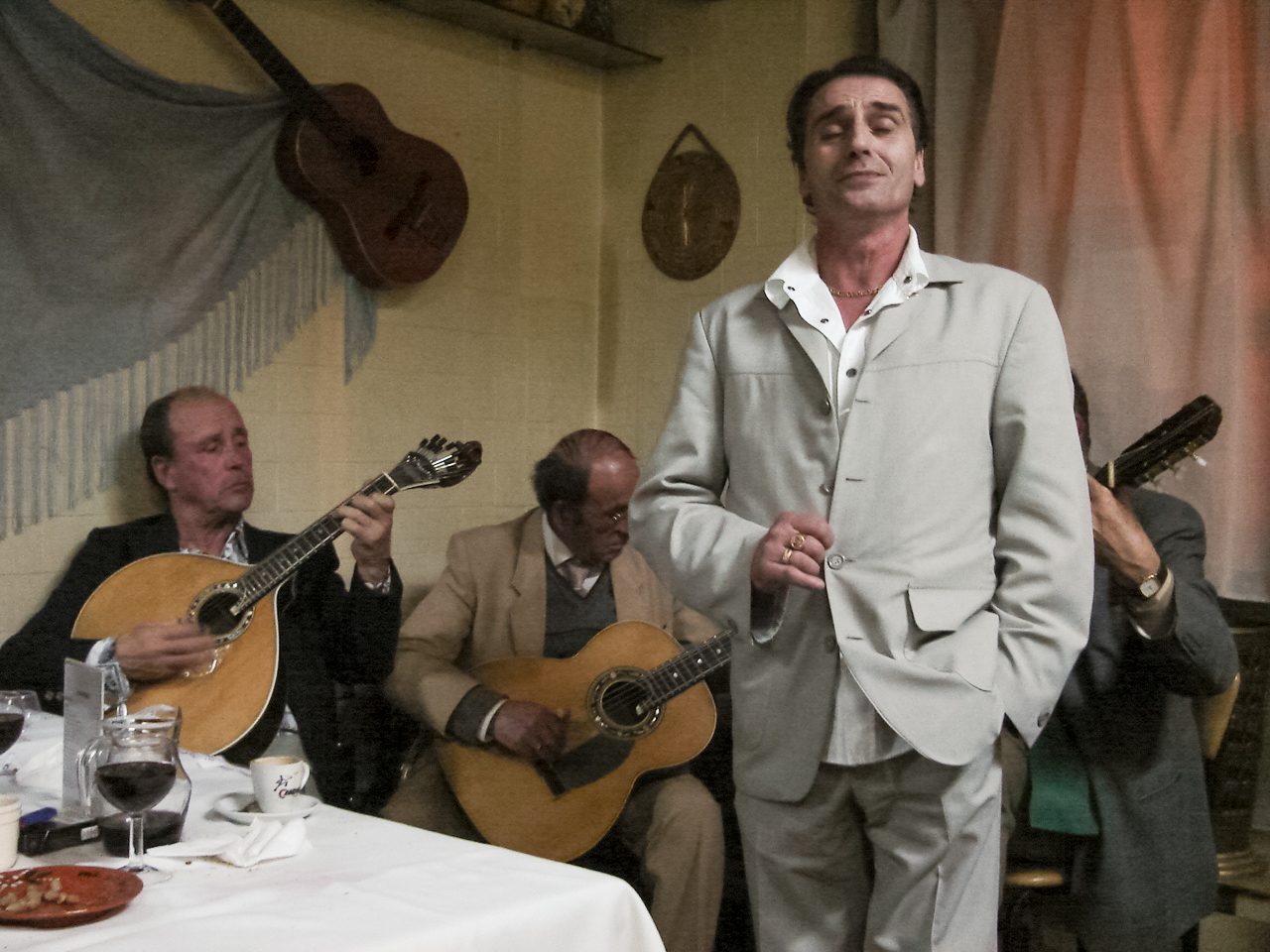
Un fadista

La prima fadista della quale si ha notizia fu Maria Severa Onofriana (1820-1846), che cantava accompagnandosi con la chitarra. Di origini umilissime, Maria Severa era attiva nel quartiere della Mouraria, animando le tertúlias locali. Maria Severa era amante dell'aristocratico portoghese Francisco de Paula de Portugal e Castro, XIII conte di Vimioso, cosa che le consentì di esibirsi presso un pubblico di maggior prestigio sociale e negli ambienti intellettuali della capitale portoghese, contribuendo alla diffusione del fado oltre la sua dimensione popolare. La relazione di Maria Severa con il conte di Vimioso fu peraltro fonte di ispirazione per diverse canzoni.
Il fado divenne una musica di grande seguito popolare tra la fine dell'Ottocento ed i primi decenni del Novecento. Un ruolo di grande importanza in questa fase ebbe Ercília Costa (1902-1985), che contribuì a far conoscere tale genere anche in ambito internazionale. L'introduzione nel fado dei temi della tourada (la corrida) è precedente a quest'epoca.

La dittatura salazarista, che ha governato il Portogallo fino agli Anni Settanta del Novecento, tentò di inquadrare e controllare il fado attraverso la censura preventiva dei testi e il tesseramento professionale degli esecutori: questo portò, da una parte, alla progressiva scomparsa della componente socialista e anarchica che era stata così importante nella genesi del genere, ma dall'altra parte "nazionalizzò" il genere portandolo ad una diffusione e notorietà fino ad allora impensabili, anche attraverso la "divizzazione" dei grandi interpreti, da Ercília Costa a Berta Cardoso, Alfredo "Marceneiro", Fernando Farinha e, soprattutto, Amália Rodrigues). 
Fu questa la "stagione d'oro" del fado, al quale giunsero a contribuire grandi compositori come Raul Ferrão, Frederico Valério, Alberto Janes e Alain Oulman (quest'ultimo anche perseguitato politico dalla dittatura, nonché marito di Amália), Frederico de Freitas, Renato Varela, etc.) e alcuni poeti "fadisti" come João Linhares Barbosa, Silva Tavares, Frederico de Brito, Júlio de Sousa, Pedro Rodrigues, José Régio. 
Il regime espresso dalla rivoluzione del 1974, per reazione, tentò di sopprimere il genere emarginando per molti anni i suoi cultori - specialmente Amália Rodrigues - ed eliminandolo dai palinsesti radiotelevisivi. Non vi riuscì per il tenace attaccamento popolare ed anche per l'opera di conciliazione operata da fadisti "di sinistra" fra i quali, soprattutto, Carlos do Carmo, José Afonso e José Carlos Ary dos Santos.
L'esponente storica che ha fatto maggiormente conoscere il fado in Europa e nel mondo è stata certamente Amália Rodrigues che oltre ad averne molto allargato i confini del genere tradizionale aprendolo a testi ed armonie molto più complessi, ha anche molto contribuito a fissarne i parametri esecutivi attraverso una carriera più che cinquantennale. Assieme a lei hanno caratterizzato l'"epoca d'oro" del fado cantanti come Hermínia Silva, Berta Cardoso, Maria Teresa de Noronha, Lucília do Carmo (madre di Carlos), Fernanda Maria, Celeste Rodrigues (sorella di Amália) e Argentina Santos (tuttora in attività). Grazie alle innovazioni di stile e di gusto introdotte da Amália Rodrigues, tuttavia, anche poeti non tradizionali si sono accostati al genere ed hanno scritto per il fado testi anche notevoli. Sopra tutti Pedro Homem de Mello, David Mourão-Ferreira e José Carlos Ary dos Santos, ma anche tanti altri come Luís Portela, Pedro Tamen, J. L. Godinho, Augustina Bessa Luís. In seguito è stato "fadrizzato" anche Fernando Pessoa.
Recentemente il fado sta trovando nuovi promettenti interpreti (Camané, Cristina Branco, Mariza, Ana Moura, Gonçalo Salgueiro, Ricardo Ribeiro, etc.) che però continuano ad utilizzare in gran parte il repertorio dei vecchi fadisti (Alfredo Duarte, detto o Marceneiro, considerato il più grande fadista mai vissuto, Fernando Farinha, Berta Cardoso, Amália, Maria Teresa de Noronha, Hermínia Silva, etc.). Il pubblico italiano conosce soprattutto i nomi di Dulce Pontes e Teresa Salgueiro (cantante dei Madredeus), ma queste, pur cantando brani della tradizione fadista, non sono propriamente cantanti di fado. La chitarra portoghese ha trovato oggi alcuni interpreti di levatura mondiale come Ricardo Rocha (nipote di José Fontes Rocha uno degli strumentisti di Amália), José Manuel Neto, Mário Pacheco, Custódio Castelo, il defunto Alcíno Frazão (forse l'interprete più raffinato e virtuoso dello strumento), ecc. che hanno assorbito sia la lezione di Carlos Paredes (che ha utilizzato lo strumento per le sue composizioni che si avvicinano di più alla musica classica) che quella dei grandi esecutori popolari del fado (Armandinho, al secolo Salgado Armando Freire, Jaime Santos, José Nunes, Raul Nery, José Fontes Rocha, Domingos Camarinha, Amerigo Patela detto "Pintadinho", Carlos Gonçalves che lavorò e compose con Amália per oltre 30 anni, etc.).

## Caratteristiche musicologiche
Si tratta di una musica tonale, suonata su un tempo pari (2/4 o 4/8) generalmente armonizzata secondo lo schema mediterraneo e che, nella tradizione, ripete, di volta in volta, le coppie dei versi variandone la melodia.
Sebbene la forma poetica più popolare del fado sia una semplice successione di quartine, a volte slegate fra loro ("quadras soltas"), i poeti del genere l'hanno spesso perfezionata attraverso la tecnica della "glossa" cioè lo svolgimento poetico di un tema (una quartina detta "mote") in quattro strofe di dieci versi rimati, l'ultimo dei quali deve obbligatoriamente corrispondere a ciascun verso del "mote". In questo modo è costruita, fra moltissime altre, la celeberrima "Casa da Mariquinhas" di Alfredo Duarte detto "O Marceneiro" (il falegname, per via del mestiere che esercitava), che del fado è forse il singolo brano più conosciuto in tutto il mondo.

## Varietà di fado
Tra la fine del secolo e i primi anni del Novecento il fado comincia a interessare l'aristocrazia e la borghesia e affiora la "specializzazione" tra fado di Lisbona e fado di Coimbra. Tra gli anni venti e i trenta compaiono una serie di registrazioni di quest'ultimo genere:
- Il fado di Coimbra è più "accademico" e integra il folclore rurale alla poesia. Fu coltivato soprattutto dagli studenti dell'Università come espressione identitaria portoghese. È cantato solo da uomini, in strada o in società, e sia i cantanti che i musicisti indossano una mantellina di colore scuro che era un capo di abbigliamento rurale adottato dagli studenti di Coimbra. L'università di Coimbra, nella sua Associação Académica de Coimbra ha un'apposita sezione musicale.
- Il fado di Lisbona ha carattere più urbano e viene eseguito nelle tascas (osterie) e nelle casas do fado (locali dove si consumano anche pasti). I suoi temi sono legati all'emigrazione e alla vita dei quartieri popolari; ha contenuti e cadenze musicali più drammatiche (tipicamente il 'fado menor' una forma di improvvisazione popolare su armonie standard in tono minore). Ma nel fado lisboeta vi sono altre forme, ad esempio il fado corrido, che ha un andamento più mosso.
- Il fado di Porto, caratteristico di quella città, ha un andamento più mosso e utilizza maggiormente armonie in tono maggiore. È stato rivalutato grazie a Mané (Maria Manuel Santos) e ad artisti come Toninho do Carmo, Maria Teresa de Noronha e altri. Noto esponente del fado di Porto è Capelio da Ribeira molto amato dal pubblico italiano.

## Categorizzazioni di generi di fado
- Fado Alcântara
- Fado aristocrata
  - Cominciato da Maria Teresa de Noronha, e portato avanti dai membri della sua famiglia.
- Fado Bailado
- Fado Batê
- Fado-canção
- Fado Castiço
  - Fado tradizionale dei quartieri tipici di Lisbona
- Fado Corrido
  - Caratterizzato per essere un fado allegro e ballabile.[5]
- Fado experimental
  - cantante di riferimento Mísia.
  - cantante di riferimento Yolanda Soares.
- Fado Lopes
- Fado Marcha Alfredo Marceneiro
  - Creato da Alfredo Marceneiro.
- Fado da Meia-noite
  - Creato da Felipe Pinto.
- Fado Menor
  - Caratterizzato per essere un fado melanconico, triste e nostalgico.
- Fado Mouraria
- Fado Pintadinho
- Fado Tango
  - Creato da Joaquim Campos.
- Fado Tamanquinhas
- Fado Vadio
  - Fado non-professionale.
- Fado Vidualeiro
  - Fado ha suonato nel villaggio di Vidual, Miranda do Corvo.
- Rapsódia de fados
  - Giustapposizione o melange di melodie tradizionali o popolari (fado).
- Fado Marialva
  - Caratterizzato da un destino felice, riferito alla tradizione della tauromachia
  - "Cavalo Ruço", "Campinos do Ribatejo", "Fado das Caldas"...

## Galleria d'immagini

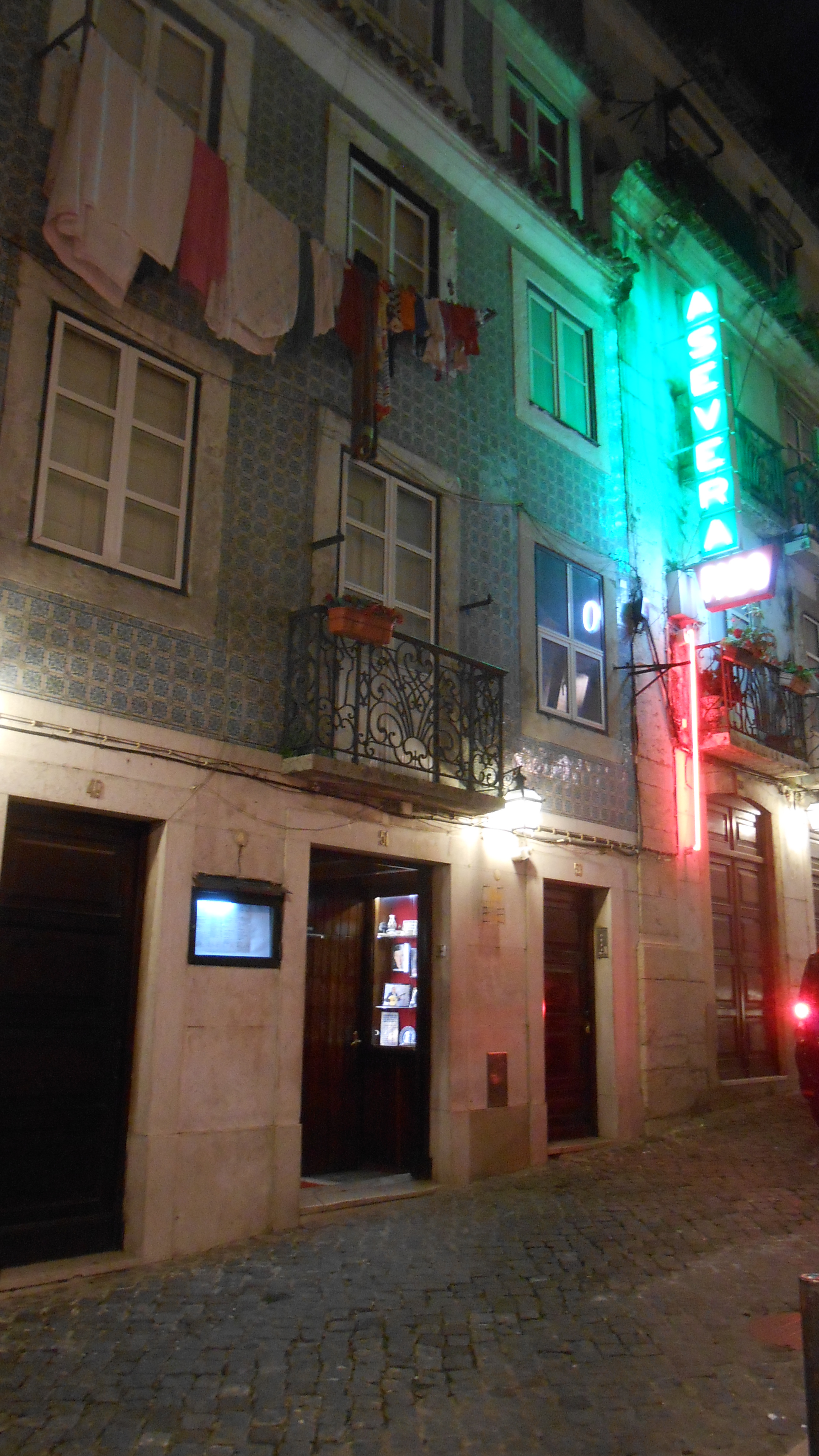
Tradizionale casa do fado e ristorante A Severa nel Bairro Alto.
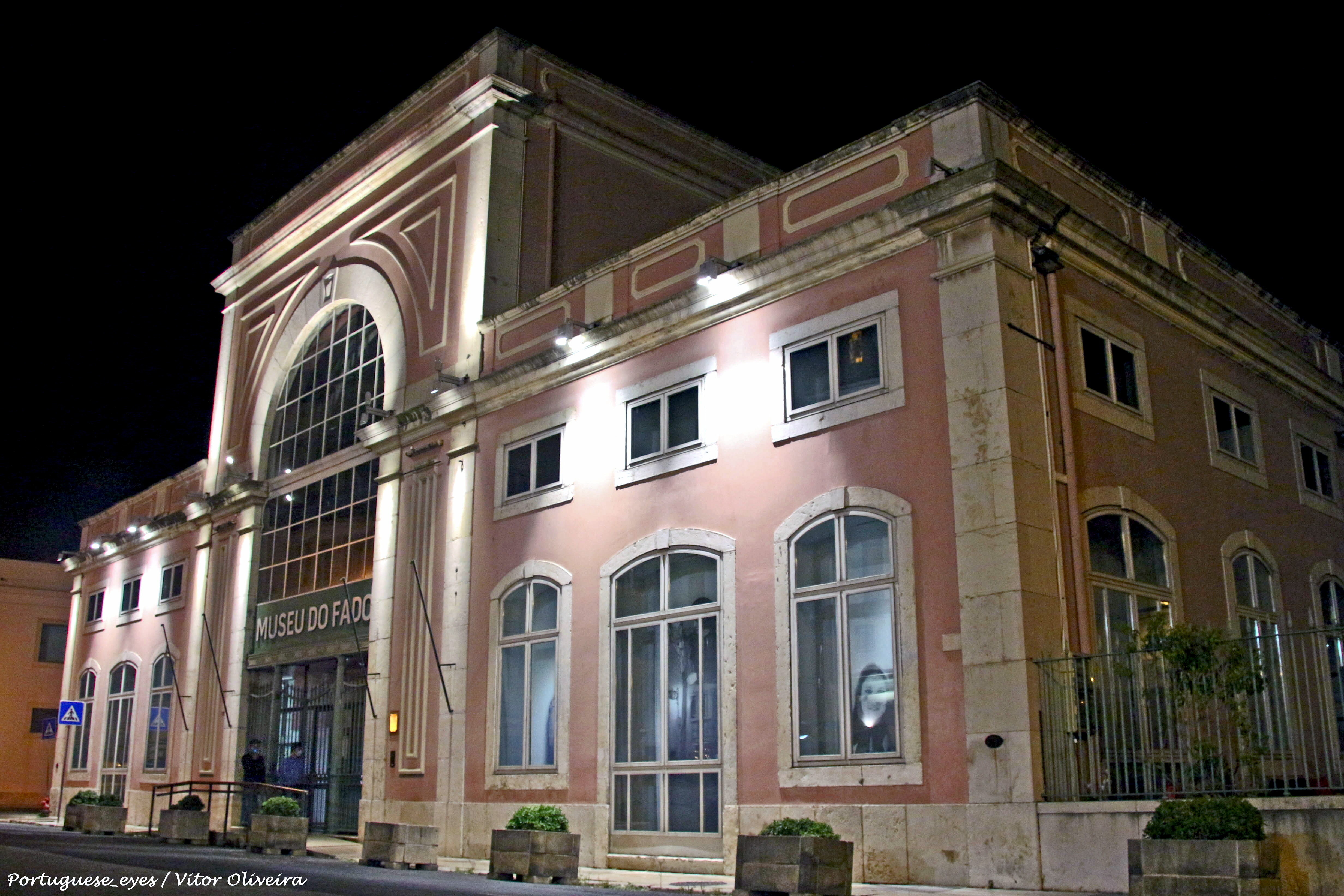
Ingresso del Museu do Fado in Largo do Chafariz de Dentro nel quartiere Alfama. Lo spazio espositivo, inaugurato nel 1998, è ospitato presso l'Estação Elevatória de Águas de Alfama o Central Elevatória da Praia.
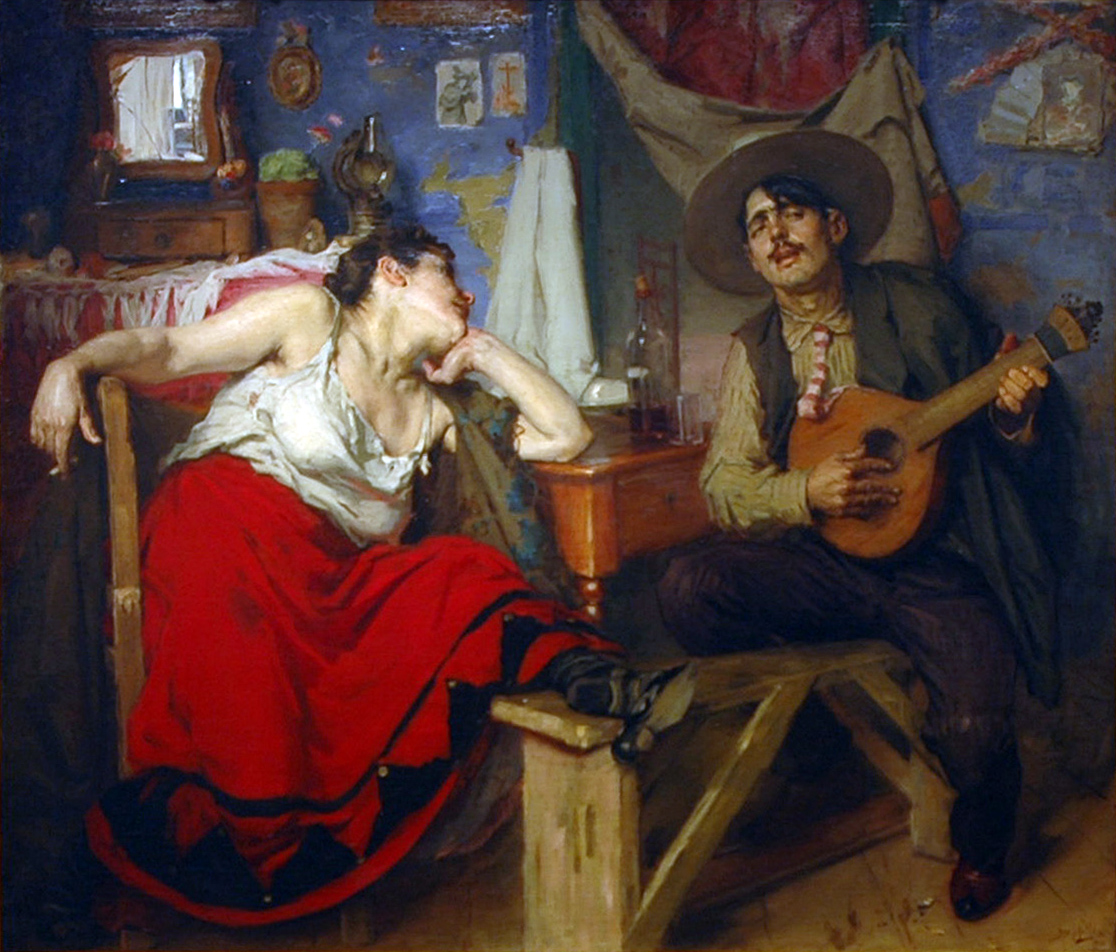
Fado, dipinto di José Malhoa (1910)
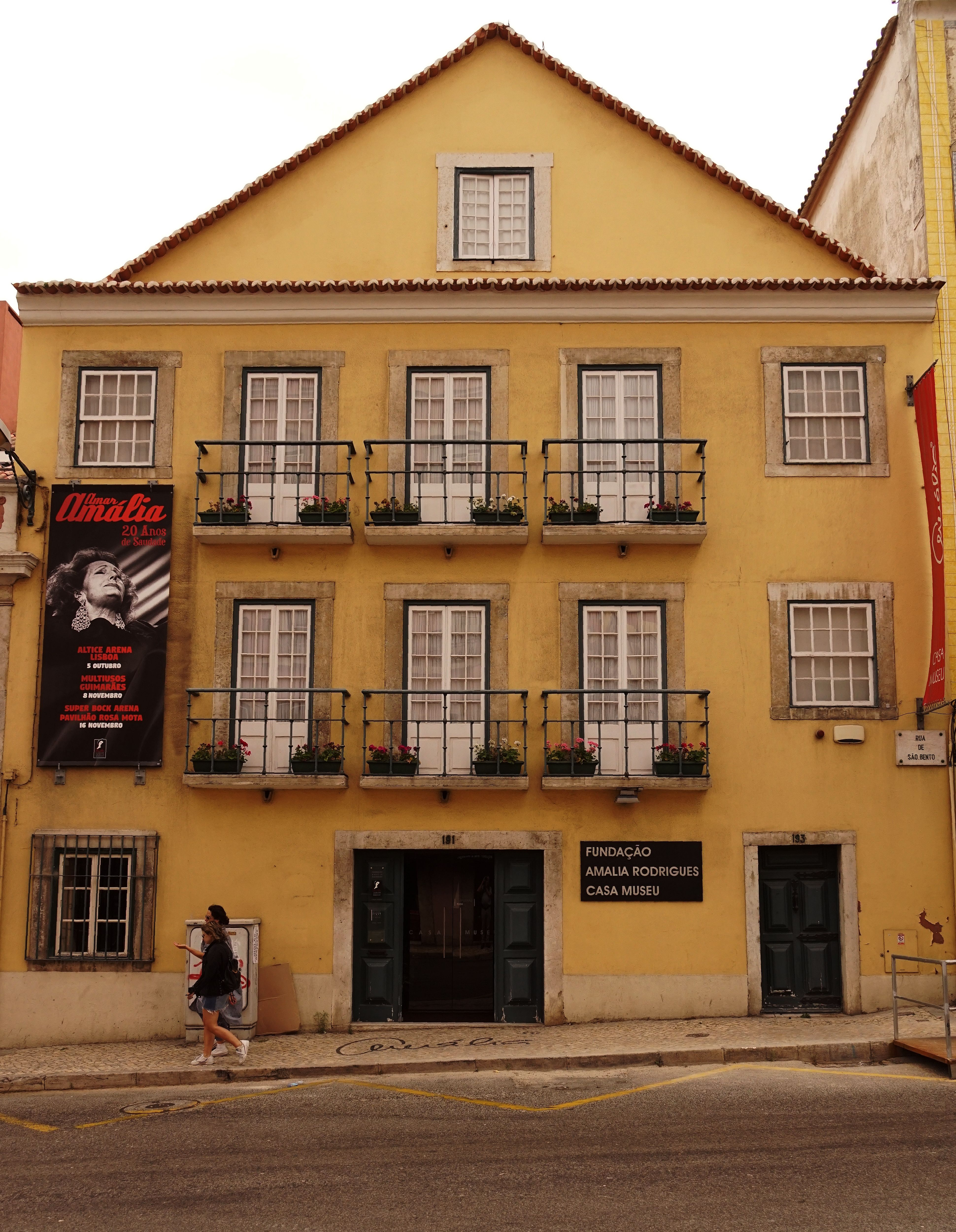
La Casa-Museu Amália Rodrigues in Rua de São Bento nº 193, Lisbona

## Interpreti di fado
- Alfredo Duarte 'Marceneiro'
- Amália Rodrigues
- António Menano
- Berta Cardoso
- Camané
- Carlos do Carmo
- Carlos Augusto da Silva Ramos
- Fernanda Maria
- Fernando Farinha
- Hermínia Silva
- Lucília do Carmo
- Maria Teresa De Noronha
- Mariza
- Mísia